# Daily Star
Der Daily Star ist eine britische Boulevardzeitung, die seit dem 2. November 1978 erscheint. Am 6. Mai 1920 veröffentlichte The Star seine 10.000. Ausgabe Es gehört wie der Daily Express zu den Express Newspapers und zeitweilig von 2000 bis Februar 2018 zur Northern-&-Shell-Gruppe von Richard Desmond, der diese Zeitungen an Trinity Mirror im Februar 2018 veräußerte. Die Auflage betrug Mitte 2017 rund 430.000 Exemplare. Das sonntags erscheinende Schwesterblatt trägt den Titel Daily Star Sunday und hatte im Mai 2017 eine Auflage von rund 248.000.
Die Berichterstattung konzentriert sich in reißerischer Manier auf Sport und Klatsch über Stars und Sternchen aus dem Bereich des Showbusiness, der Seifenopern und des Reality TVs. Die politische Einstellung ist überwiegend konservativ. Wie bei der Konkurrenz von The Sun mit ihren „Page Three girls“ findet sich in jeder Ausgabe die Fotografie einer Frau, die nackt oder oben ohne posiert.
Aufgrund seiner Berichterstattung über die English Defence League wurde die Zeitung mit Vorwürfen konfrontiert, unkritisch über diese weit rechts stehende Organisation zu berichten. Die Eigentümerin Northern & Shell distanzierte sich daraufhin in einem Schreiben an das Magazin Searchlight von „Fanatismus und Extremismus jeder Art“. In einer weiteren Stellungnahme wies sie den Vorwurf der Islamfeindlichkeit zurück.
Im Vermisstenfall Madeleine McCann wurde das Blatt ebenso wie die anderen Express Newspapers von den Eltern des vermissten Kindes wegen verleumderischer Berichterstattung verklagt. Im März 2008 kam es zu einem Vergleich, wobei die Zeitungsgruppe £ 550.000 (damals ca. 700.000 Euro) für die Find Madeleine Campaign zahlte und alle an der Kampagne beteiligten Zeitungen eine Entschuldigung auf der Titelseite abdruckten.